# Hamster listrado chinês
O hamster listrado chinês (Cricetulus barabensis) também conhecido como hamster anão listrado ou ainda hamster chinês, é uma espécie de hamster.
Ele é distribuído em todo norte da Ásia, do sul da Sibéria através da Mongólia e no nordeste da China para o norte da Coreia do Norte. Um hamster chinês adulto listrado pesa 20 a 35 g (0,7 a 1,2 oz), e tem um comprimento corporal de 72 a 116 mm (2,8 a 4,6 polegadas) com uma cauda de 15 a 26 mm (0,6 a 1,0 polegadas).

## Taxonomia
O hamster listrado chinês foi descrito pela primeira vez em 1773 como Cricetulus barabensis pelo zoólogo alemão Peter Simon Pallas. Há bastante confusão sobre o nome em latim do hamster listrado chinês e do intimamente relacionado hamster chinês. Algumas pessoas consideram o hamster chinês (Cricetulus griseus) e o hamster listrado chinês (Cricetulus barabensis) espécies diferentes, enquanto outros classificá-los como idênticos; o hamster listrado chinês como uma subespécie do hamster chinês (no caso o nome latino do hamster listrado chinês seria Cricetulus barabensis griseus) ou o contrário (caso em que o nome latino do hamster chinês seria Cricetulus griseus barabensis).
Seis subespécies são reconhecidas; C. b. humatus é encontrado em Heilongjiang, Jilin e Mongólia Interior; C. B. griseus é encontrado em Liaoning, Mongólia Interior, Hebei, Pequim, Tianjin, Shandong, Henan e Shanxi; C. B. manchuricus é encontrada no leste Heilongjiang; C. B. obscurus é encontrado na Mongólia Interior, Ningxia, no leste Gansu, no norte de Shaanxi e Shanxi; C. B. pseudogriseus; e C. B. xinganensis são encontrados no norte e nordeste de Heilongjiang e Mongólia Interior.